# Alchemilla natalensis
Alchemilla natalensis é uma espécie de rosácea do gênero Alchemilla, pertencente à família Rosaceae.